# Aambeeldspikkeldikkopje
Het Aambeeldspikkeldikkopje (Pyrgus onopordi) is een vlinder uit de familie van de dikkopjes (Hesperiidae). De wetenschappelijke naam van de soort is voor het eerst gepubliceerd in 1839 door Jules Pierre Rambur.

## Verspreiding
De soort komt voor in Zuid-Frankrijk, Zwitserland, Portugal, Spanje, Italië, Marokko en Algerije. In Duitsland en Slovenië is deze vlinder uitgestorven. 

## Vliegtijd & biotoop
De vlinder vliegt in bloemrijke en open graslanden en beschutte stroompjes, vanaf april tot begin oktober in drie generaties. In Europa komt de vlinder van zeeniveau tot 2000 meter voor, in Noord-Afrika tot 2800 meter hoogte.

## Waardplanten
De rups van deze soort leeft op de volgende planten:
- Rosaceae
  - Potentilla reptans
  - Potentilla pusilla
  - Potentilla hirta
- Cistaceae
  - Helianthemum appeninum
  - Helianthemum hirtum
- Malvaceae
  - Malva neglecta
  - Malva parviflora

## Etymologie
De naam onopordi verwijst naar de geslachtsnaam van de Wegdistel (Onopordum acanthium). Deze naam lijkt vrij willekeurig te zijn gekozen en is geen verwijzing naar een waardplant van deze soort.